# Etničke grupe Austrije
Etničke grupe Austrije -UN Country Population (2007): u zemlji i svijetu (ukupno)
- Afganci, 32.000
- Albanci, Toski, 60.000 (2.173.000 u 11 zemalja)
- Angloamerikanci, 5.500 (155.403.000 u 107 zemalja)
- Arapi 7.200
- Austrijanci, 7.061.000 (8.707.000 u 11 zemalja)
- Bošnjaci 76.000 (3.021.000	u 16 zemalja)
- Brazilci 800 (155.773.000u 3 zemlje)
- Britanci 8.700 (50.582.000	u 206 zemalja)
- Česi 7.800	(11.283.000 u 23 zemlje)
- Danci 400	(7.267.000 u 15 zemalja)
- Estonci 500 (1.106.000 u 15 zemalja)
- Filipinci 8.400 (19.949.000 u 41 zemlji
- Francuzi	15.000	(39.405.000 u 126 zemlja)
- Frankokanađani 900 (10.078.000	u 3 zemlje)
- Germanošvicarci	288.000	(5.217.000 u 10 zemalja)
- Grci 12.000 (13.280.000 u 86 zemalja)
- Hrvati 62.000	(6.321.000 u 24 zemlje)
- Indopakistanci	22.000	(2.222.000 u 33 zemlje)
- Iranci 16.000 (27.343.000 u 39 zemalja)
- Lihtenštajnci 	600 (26.000 u dvije zemlje)
- Luksemburžani 300	(408.000 u 6 zemalja)
- Lužički Srbi 4.200	 (11.000 u dvije zemlje)
- Mađari 23.000 (14.146.000 u 30 zemalja)
- Makedonci	4.200	 (2.010.000 u 13 zemalja)
- Mandarinski Kinezi	35.000	(786.033.000 u 82 zemlje)
- Nijemci 268.000 (71.235.000 u 81 zemlji)
- Nizozemci	3.200 (15.571.000 u 28 zemalja)
- Norvežani 300	(5.302.000 u 12 zemalja)
- Peruanci	300 (21.002.000	u tri zemlje)
- Poljaci	40,000	 (42.494.000 u 45 zemalja)
- Portugalci	200 (14.795.000	u 52 zemlje)
- Romi, Austrijski	9,400
- Romi, (Sinti) 500 (163.000 u 14 zemalja)
- Rusi 15.000 (137.132.000 u 73 zemlje)
- Sjeverni Kurdi, 24.000 (12.577.000 u 33 zemlje)
- Slovenci 31,000 (2.201.000 u 14 zemalja)
- Srbi 21.000 (9.430.000 u 36 zemalja)
- Španjolci (Kastiljci) 3.900 (23.606.000 u 53 zemlje)
- Šveđani	1.900 (14.139.000 u 17 zemalja)
- Talijani 7.800	(35.356.000 u 63 zemlje)
- Turci 72.000 (56.859.000 u 45 zemalja)
- Valonci 600 (3.312.000	u 3 zemlje)
- Vijetnamci 3.400 (76.713.000 u 28 zemalja)
- Walseri 8.400 (29.000 u 4 zemlje)
- Židovi (njemački) 8.200 (217.000 u 6 zemalja)
- ostali pojedinci/neizjašnjeni, 89.000

## Vanjske poveznice
- Austria